# Bogusław Gołąb
Bogusław Kazimierz Gołąb (ur. 1929, zm. 2001) – profesor anatomii prawidłowej w Akademii Medycznej w Łodzi (obecnie Uniwersytet Medyczny w Łodzi), specjalista chorób wewnętrznych, autor licznych podręczników akademickich.
Żołnierz Batalionów Chłopskich, uczestnik Powstania Warszawskiego, wielokrotnie odznaczony.